# 1742.
◄ | 17. stoljeće | 18. stoljeće | 19. stoljeće | ►
◄ | 1710-ih | 1720-ih | 1730-ih | 1740-ih | 1750-ih | 1760-ih | 1770-ih | ►
◄◄ | ◄ | 1739. | 1740. | 1741. | 1742. | 1743. | 1744. | 1745. | ► | ►►
Arhitektura • Astronomija • Biologija • Glazba • Kazalište • Kemija • Kiparstvo • Knjige • Književnost • Kršćanstvo • Medicina • Politika • Pravo • Promet • Slikarstvo • Znanost

## Događaji
- Započinje mjerenje temperature po Celzijevoj skali.
- Objavljen je kajkavski veliki katekizam Poszel apostolszki od Jurja Muliha
- Objavljen je kajkavski leksikon Lexicon Latinum od Andrije Jambrašića i Franje Sušnika

## Rođenja
- (oko 1742.) - Mihael Bakoš slovenski pisac i evangelički svećenik u Mađarskoj († 1803.)

## Smrti
- 14. siječnja – Edmond Halley, engleski astronom (* 1656.)
- 15. veljače – Štefan Zagrebec, hrvatski književnik i propovjednik (* 1669.)

## Vanjske poveznice
|  | Zajednički poslužitelj ima još gradiva o temi 1742. |